# Echiothrix leucura
Echiothrix leucura är en däggdjursart som beskrevs av Gray 1867. Echiothrix leucura ingår i släktet Echiothrix och familjen råttdjur. IUCN kategoriserar arten globalt som starkt hotad. Inga underarter finns listade i Catalogue of Life.
Echiothrix leucura är större än den andra arten i samma släkte och den avviker även i detaljer av molarernas konstruktion. Jämförd med Echiothrix centrosa har Echiothrix leucura även längre bakfötter och en kortare svans.
Vuxna exemplar är 19,6 till 23,0 cm långa huvud och bål), har en 21,2 till 27,0 cm lång svans och väger 100 till 124 g. Bakfötterna är 5,0 till 5,5 cm långa och öronen är 3,1 till 3,3 cm stora.
Denna gnagare förekommer på Sulawesis nordöstra halvö. Den vistas i låglandet och i bergstrakter upp till 1100 meter över havet. Arten lever främst i tropiska städsegröna skogar. Den kan i viss mån anpassa sig till andra habitat.
Individerna är nattaktiva och de går främst på marken. Echiothrix leucura äter antagligen daggmaskar och andra jordlevande maskar.